# Voin Rimski-Kórsakov
Voin Andréievich Rimski-Kórsakov (en ruso: Воин Андреевич Римский-Корсаков; uyezd de Maloarjánguelsk, Gobernación de Oriol, 1822 - Pisa, Italia, 1871) fue un navegante, hidrógrafo y geógrafo ruso. Fue el hermano mayor del compositor y director Nikolái Rimski-Kórsakov.
Rimski-Kórsakov nació en 1822 en una familia de la nobleza rusa y se graduó en la Escuela de Matemáticas y Ciencias Navigacionales de San Petersburgo. Sirvió como oficial naval y comandante de la goleta Vostok en la flotilla bajo la administración del almirante Yevfimi Putiatin.
En las décadas de 1850 y 1860, Rimski-Kórsakov investigó en el área del mar de Japón cerca del krai de Usuri. Posteriormente un pequeño archipiélago fue nombrado en su honor.
Rimski-Kórsakov murió a la edad de 49 años en Pisa y fue enterrado en San Petersburgo.